# Yuri Fernández
Matt Yuri Fernández López (n, Chillán, 10 de agosto de 1957) es un  director técnico de larga trayectoria en el fútbol chileno. Actualmente dirige a Deportes Quillón de la Tercera División A de Chile.
Fernández, en su cargo de director subrogante de Educación Municipal de Talcahuano, fue condenado como autor del delito de acoso sexual en contra de una funcionaria de la Municipalidad, el que fue cometido en 2018.

## Clubes

### Como jugador
| Club       | País  | Año       |
| ---------- | ----- | --------- |
| Huachipato | Chile | 1979-1982 |

### Como entrenador
| Club                       | País  | Año       |
| -------------------------- | ----- | --------- |
| Huachipato                 | Chile | 2000      |
| Universidad de Concepción  | Chile | 2001-2002 |
| Santiago Wanderers         | Chile | 2003-2004 |
| Rangers                    | Chile | 2005      |
| Universidad de Concepción  | Chile | 2006-2007 |
| Santiago Wanderers         | Chile | 2007      |
| Universidad de Concepción  | Chile | 2008      |
| Fernández Vial             | Chile | 2010      |
| Universidad de Concepción  | Chile | 2012      |
| Independiente de Cauquenes | Chile | 2022      |
| Deportes Quillón           | Chile | 2023-Act. |